# ボスニアのピラミッド説
座標: 北緯43度58分37秒 東経18度10分34秒 / 北緯43.97694度 東経18.17611度

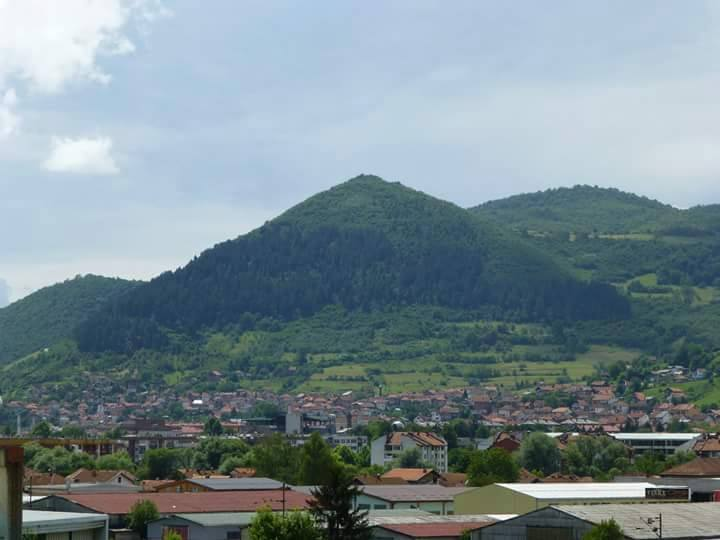
「太陽のピラミッド」ヴィソチツァ山

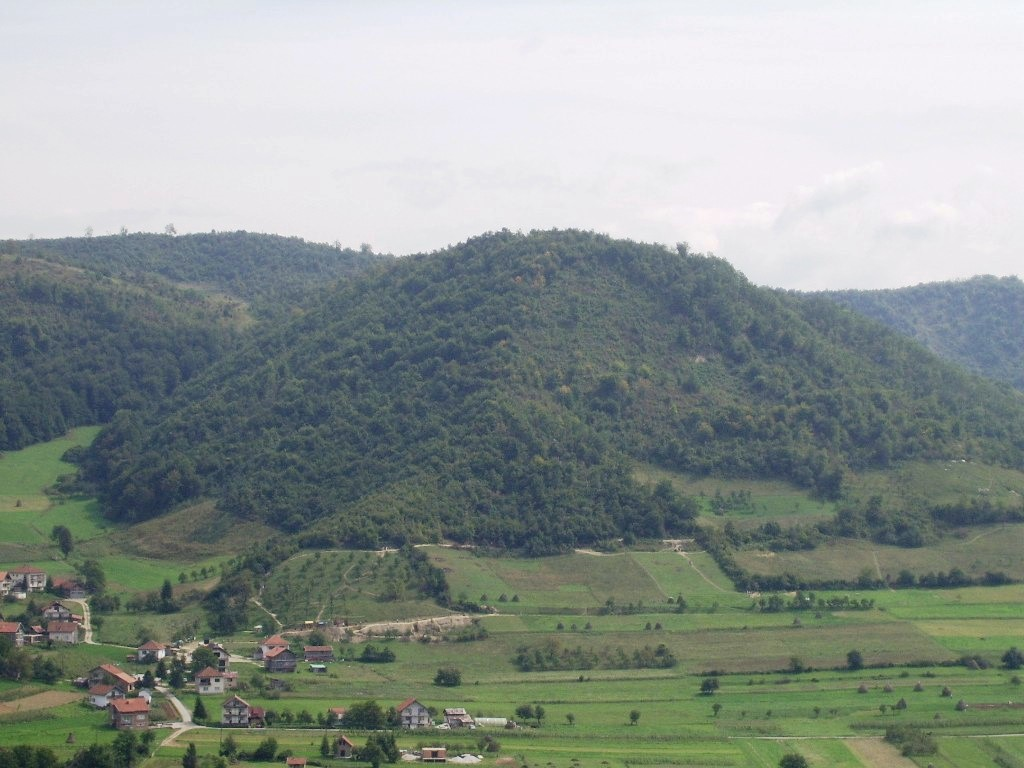
「月のピラミッド」プルジェセヴィカ山

ボスニアのピラミッド説（ボスニアのピラミッドせつ）とは、セミール・オスマナジッチが提唱した概念である。
オスマナジッチは「ボスニア・ヘルツェゴビナ中心部の自然丘陵は、地球で最も大きなピラミッドだ」と主張しているが、疑似科学の類だとみられている。また、オスマナジッチによればトンネルや石のブロック、そしてヴィソチツァ山の建造物を覆っていた古代の漆喰を発見したとされる。
2006年にオスマナジッチ自身によって発掘調査を行い、丘の1つを改造して階段状のピラミッドのように見せている。
このヴィソチツァ山（サラエヴォ北西部の町、ヴィソコの近くに位置しており、かつてヴィソコの街があった）は、オスマナジッチや彼の支援者たちによるニュースメディア活動に続く2005年の10月ごろ、世界的に注目を浴びた。 

## オスマナジッチの主張
彼はヴィソチツァ山を「太陽のピラミッド」と名付けた。
さらに、その近くにある2つの山を人工衛星と航空写真によって特定し、「月のピラミッド」(プルジェセヴィカ山)  と「(ボスニアの)龍のピラミッド」と名付けた。
他に2つ、「地球のピラミッド」と「愛のピラミッド」についてレポートで述べている。
サラエボ測地研究所のエンヴァー・ブザによれば、「太陽のピラミッド」は正確に北を向いているという。
またもう一方の「月のピラミッド」は3つの三角面と1つの平らな頂点を持つ階段ピラミッドであると主張されている。

## 学者たちの反応
オスマナジッチの主張は、資格のある科学者や考古学者によって繰り返し非難されている。

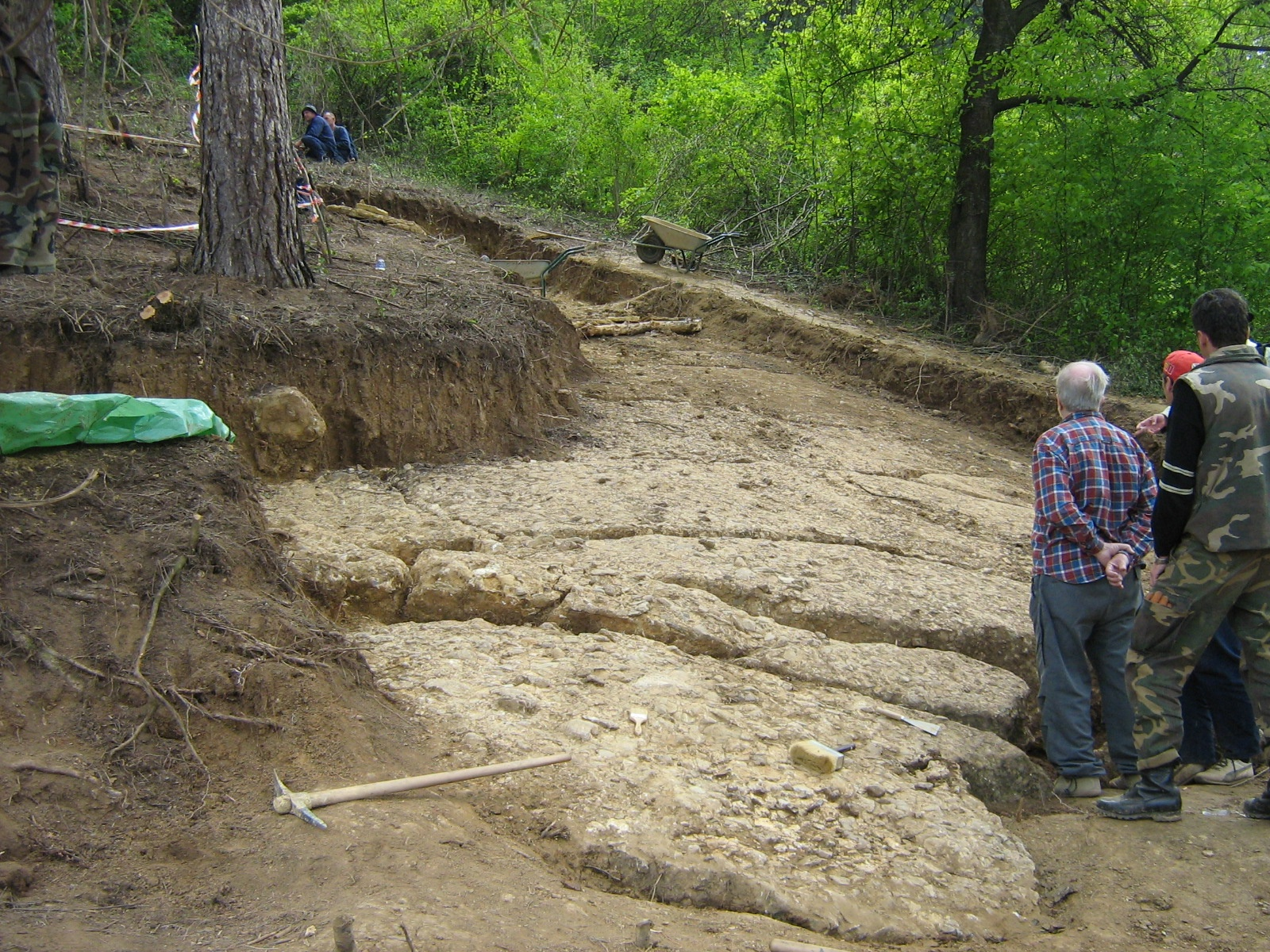
ヴィソチツァ山の礫岩層

2006年12月には、「EAA宣言（ヨーロッパ考古学者協会宣言）」において次のような抗議がなされた。
ヨーロッパ各地から集まってここに署名したわれわれ専門考古学者たちは、ヴィソコ近辺で行われているいわゆる「ピラミッド」プロジェクトにボスニア当局が支援を続けていることに対し強く抗議したい。この計画はものを信じようとする大衆への残酷な詐欺行為であり、本物の科学界には存在しないものである。本物の考古学的遺産を保護するうえで非常に役立つ希少な資源を浪費しており、ボスニア・ヘルツェゴビナの専門の考古学者たちに日常的に影響している緊急の問題から注意を逸らしている。

## ギャラリー

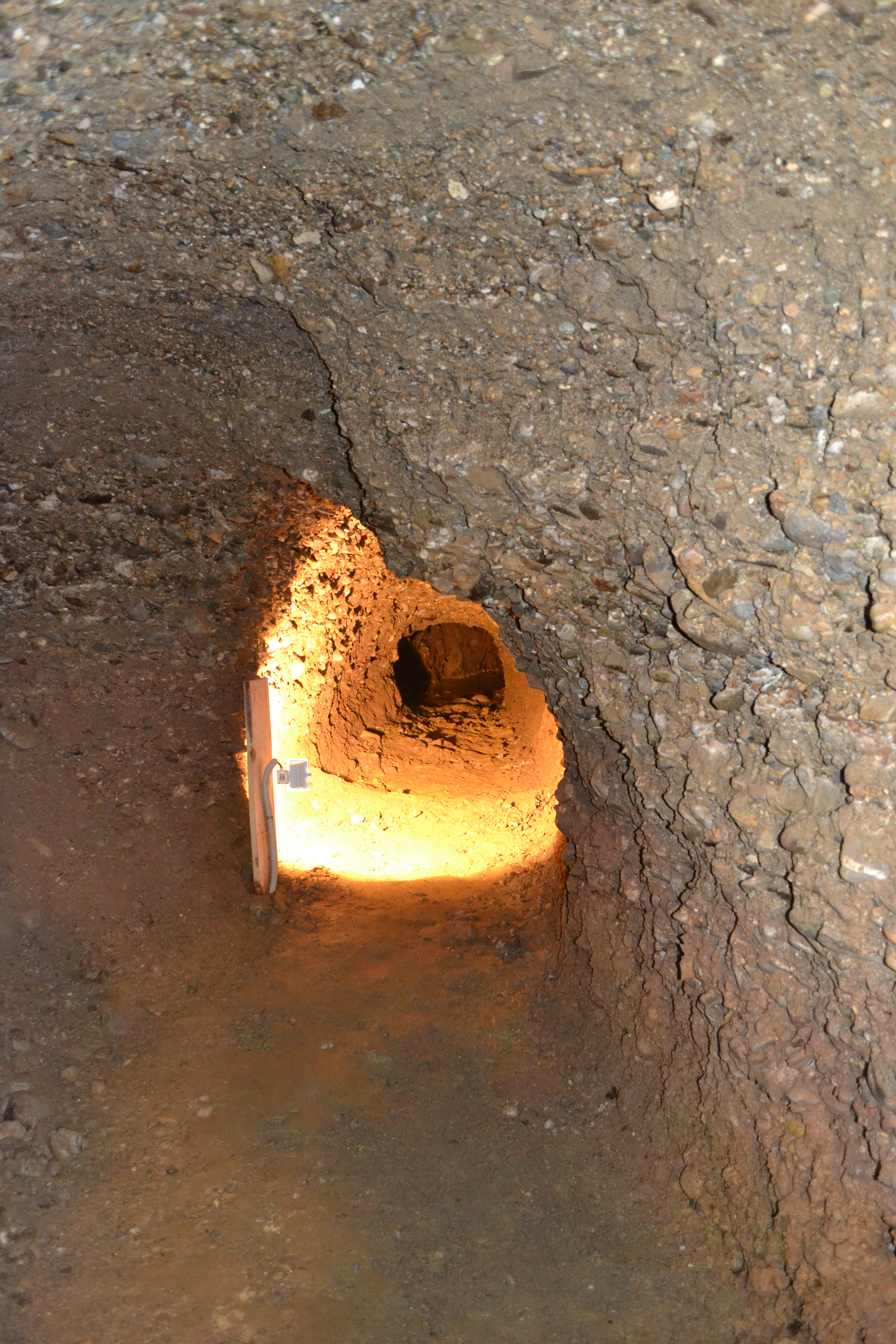
ヴィソコのトンネル
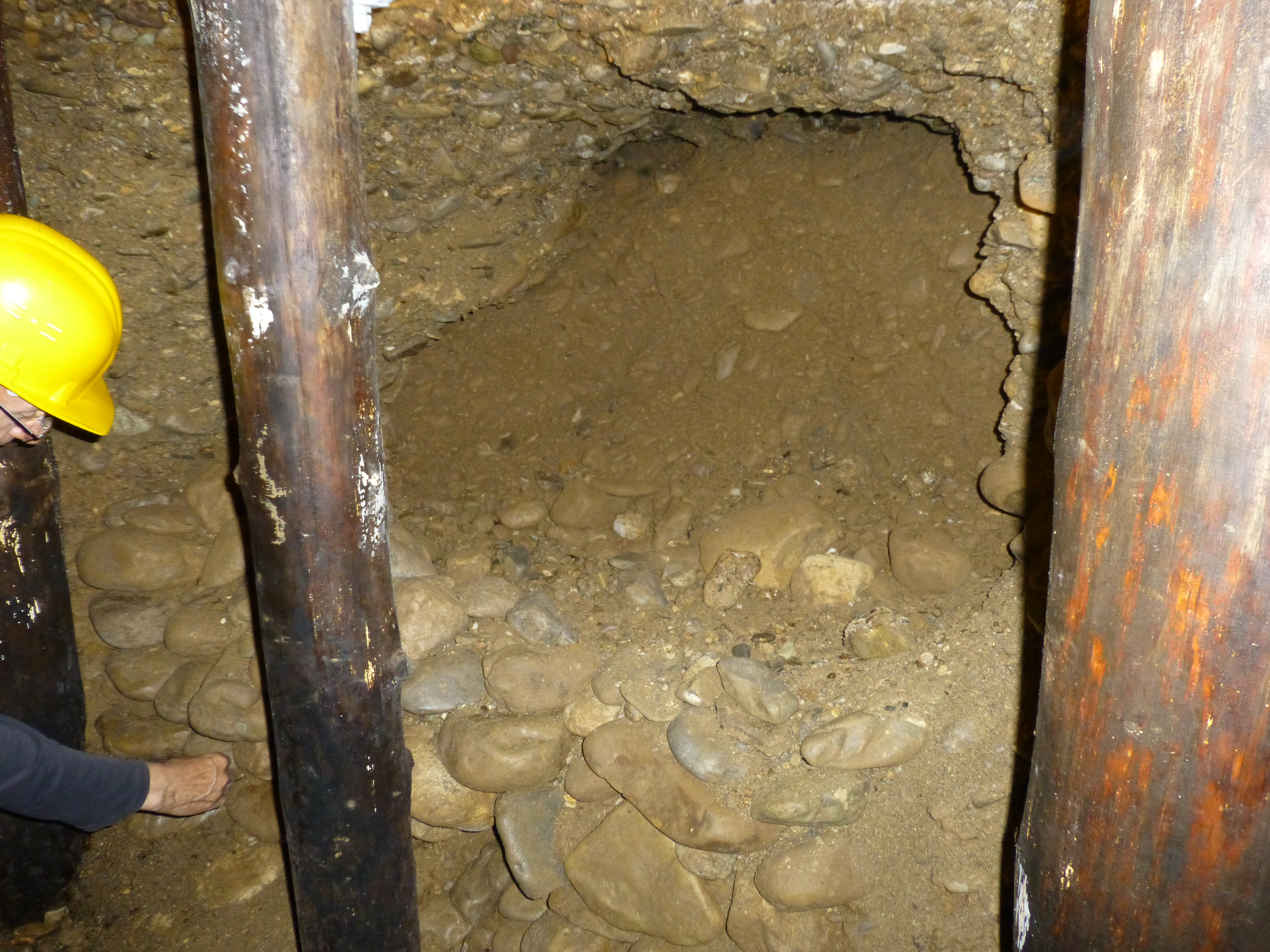
トンネル、壁は石積み式
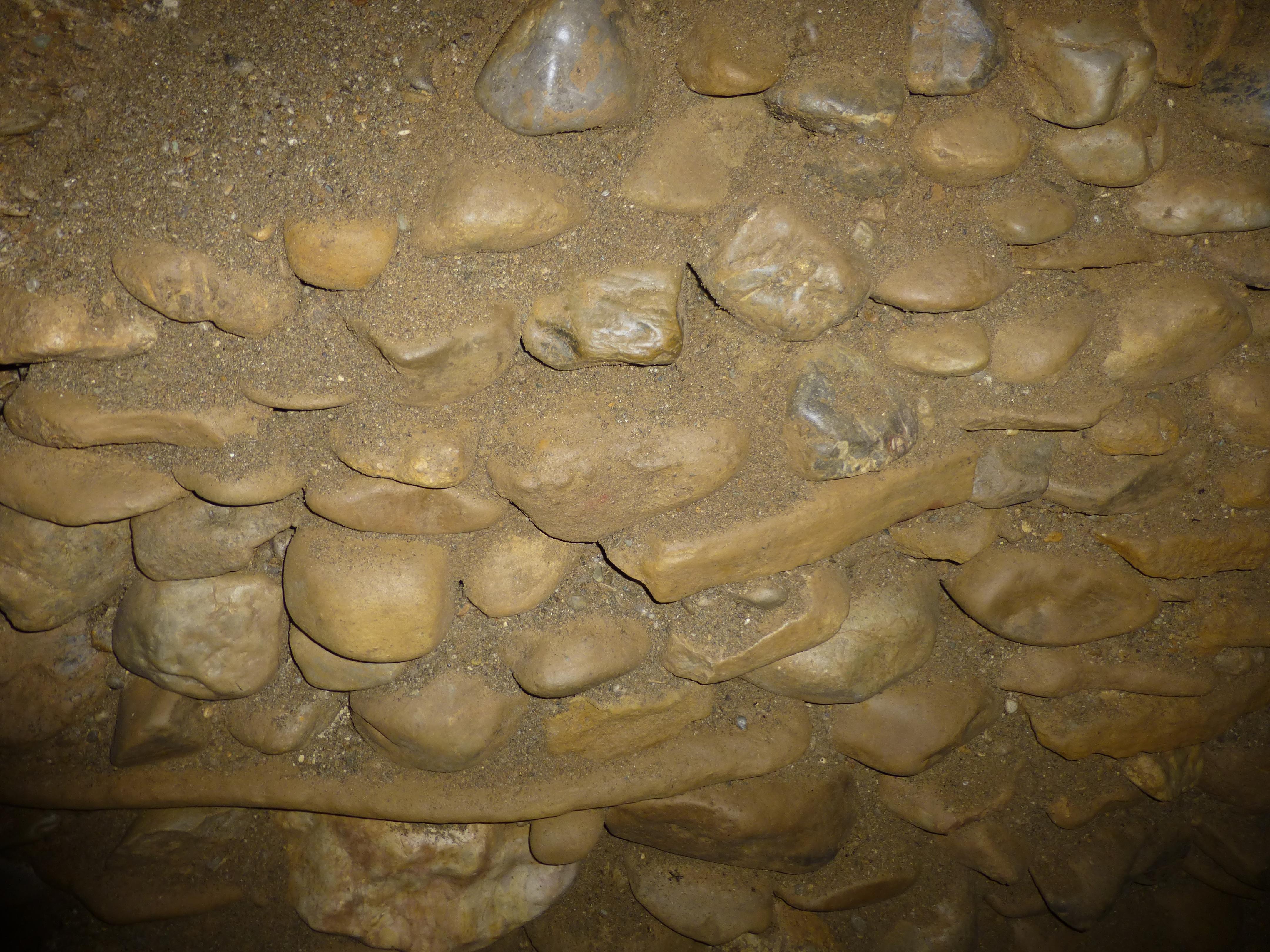
石積みの壁
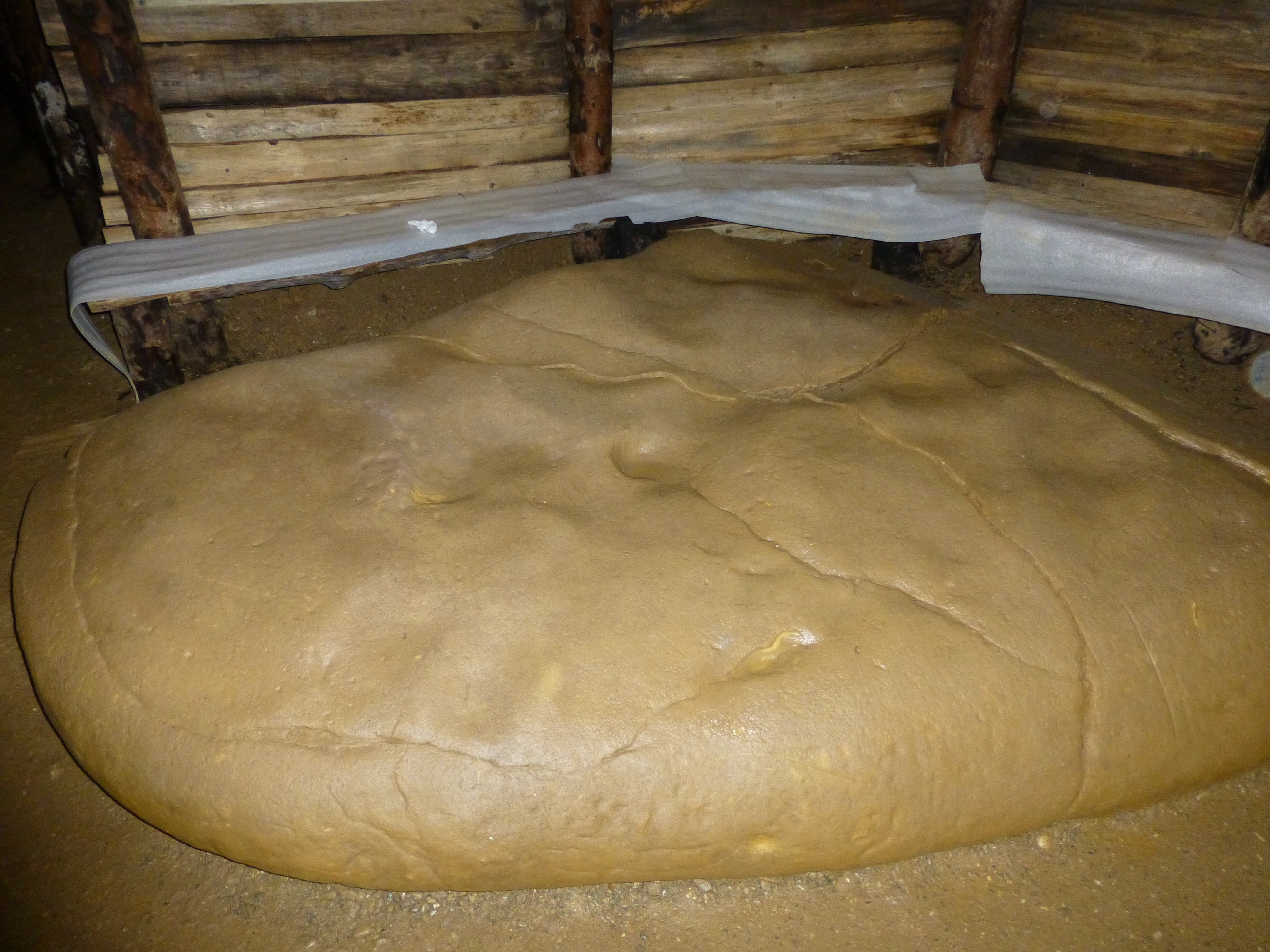
大岩
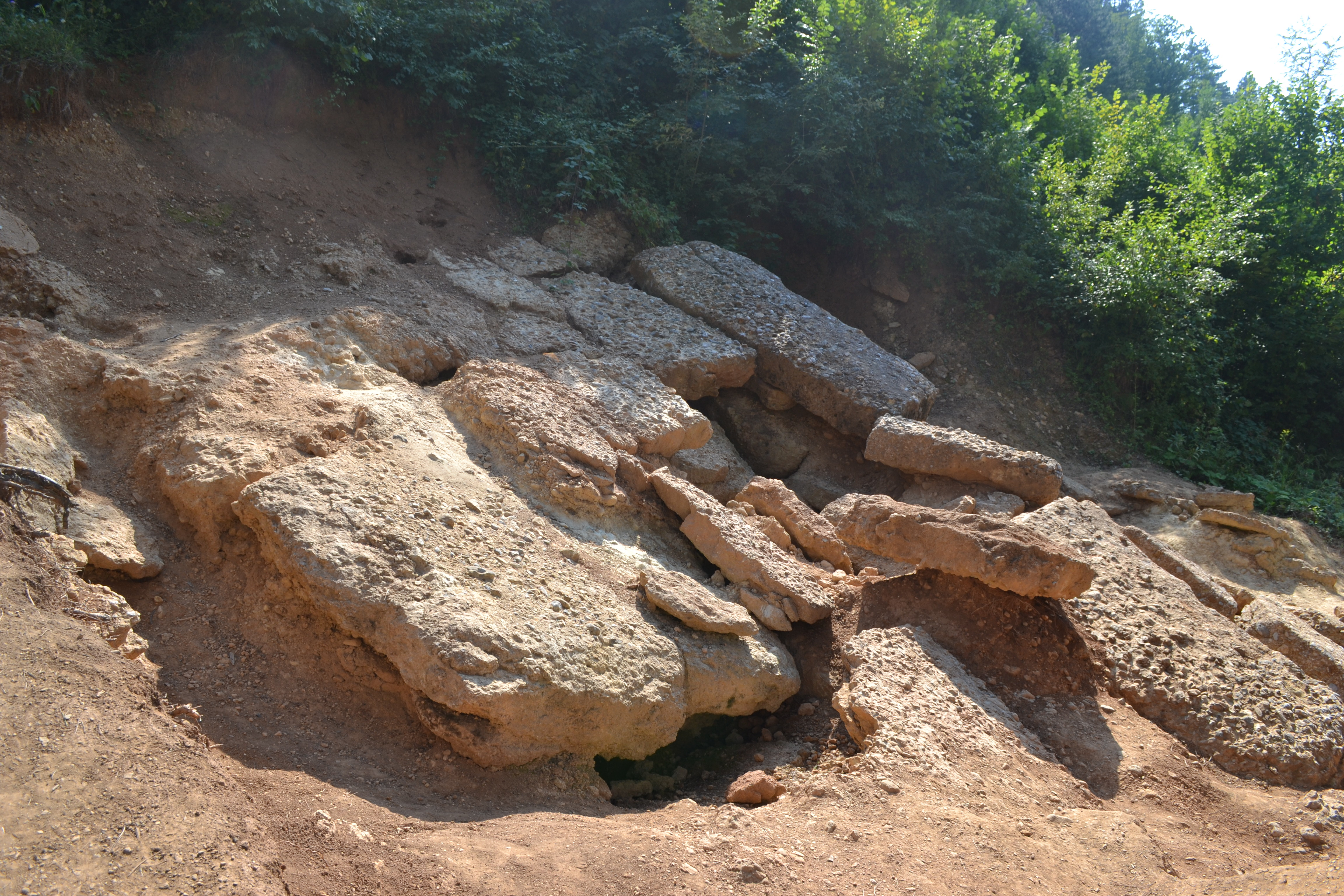
ヴィソチツァ山の層
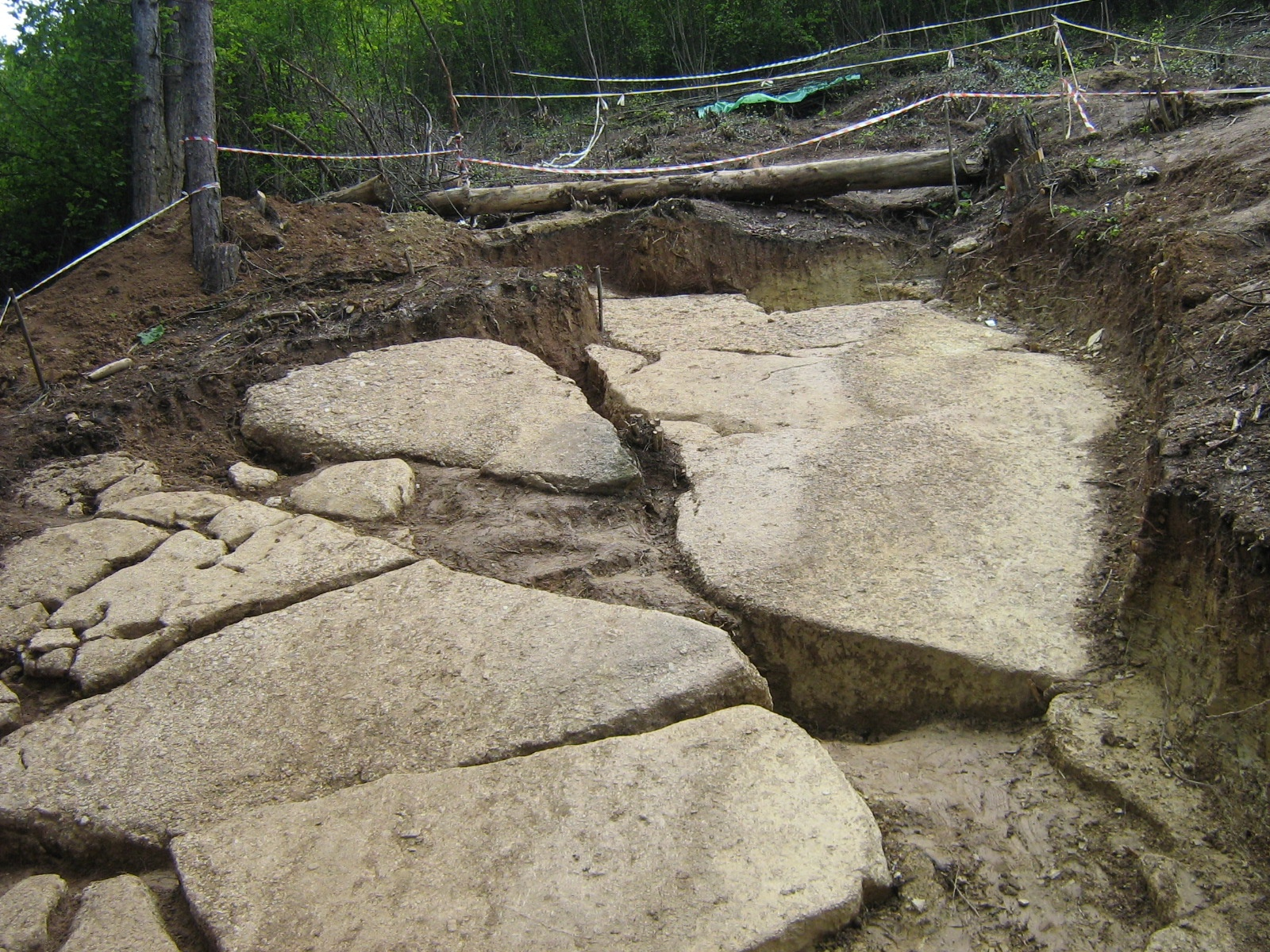
ヴィソチツァ山の層
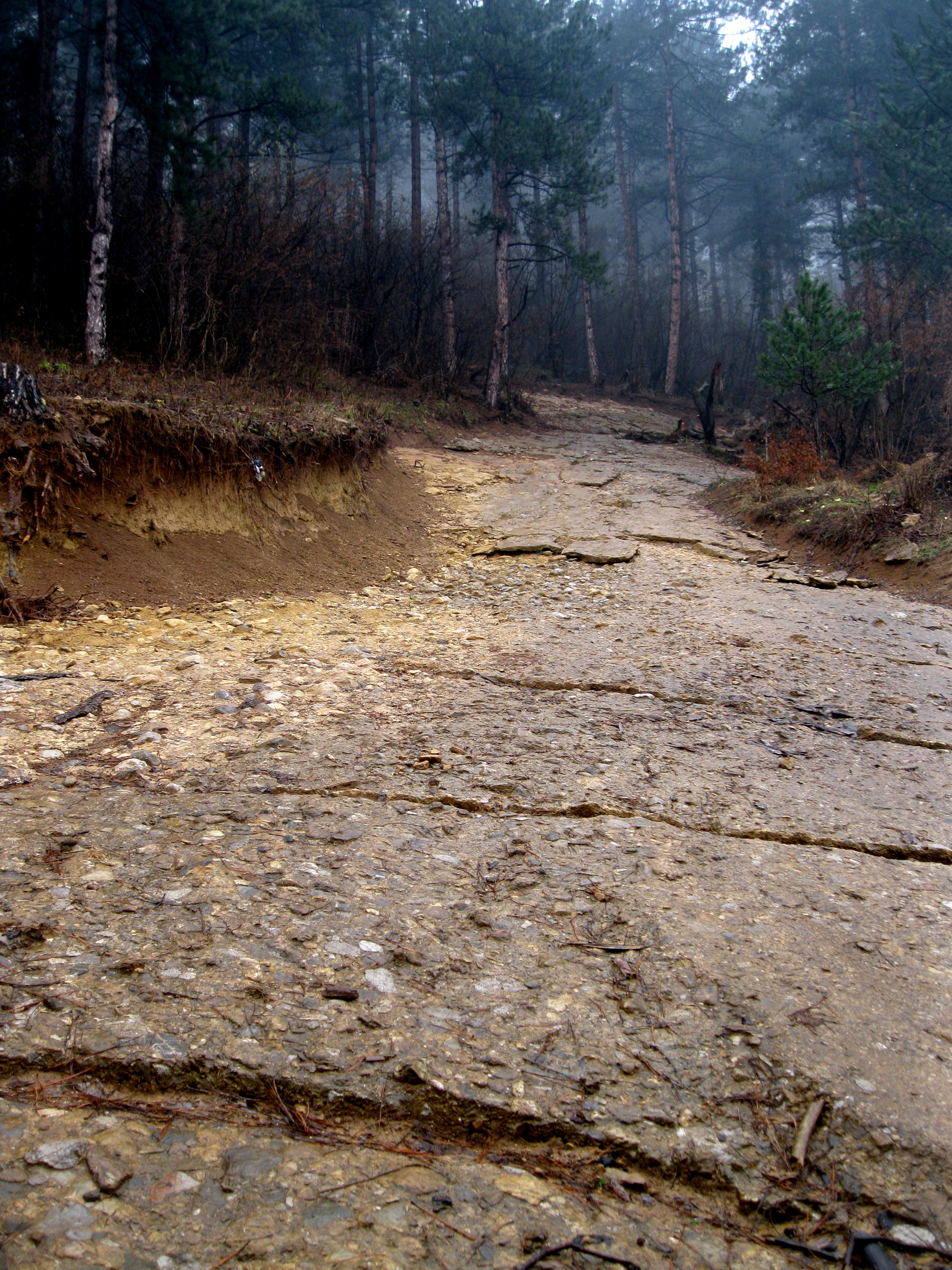
ヴィソコの層